# Gloria Kite
Gloria Kite (* 10. Januar 1998) ist eine kenianische Leichtathletin, die sich auf den Langstreckenlauf spezialisiert hat.

## Sportliche Laufbahn
Erste internationale Erfolge feierte Gloria Kite im Jahr 2021, als sie bei Roma – Ostia mit 1:07:54 h auf den dritten Platz gelangte. Im November siegte sie dann in 1:12:42 h beim Khobar-Halbmarathon. Im Jahr darauf wurde sie beim Riad-Halbmarathon in 1:12:13 h Zweite und im Juli startete sie im 5000-Meter-Lauf bei den Weltmeisterschaften in Eugene und klassierte sich dort mit 15:01,22 min im Finale auf dem zehnten Platz. 

## Persönliche Bestzeiten
- 3000 Meter: 8:29,91 min, 3. Mai 2019 in Doha
  - 3000 Meter (Halle): 8:44,43 min, 29. Januar 2021 in Karlsruhe
- 5000 Meter: 14:49,22 min, 21. Juli 2019 in London
- 10.000 Meter: 31:13,04 min, 6. Juni 2021 in Hengelo
- Halbmarathon: 1:12:13 h, 5. März 2022 in Riad